# Mastigopsis hjorti
Mastigopsis hjorti Chun, 1913 è una specie di molluschi cefalopodi appartenente alla famiglia Mastigoteuthidae, unico membro del genere Mastigopsis Grimpe, 1922.

## Descrizione
L'aspetto generale della specie è simile a quello degli altri Mastigoteuthidae con pinne ampie, braccia ventrali assai più lunghe e spesse delle altre, tentacoli lunghissimi e sottili con clava tentacolare espansa poco o per nulla e dotata di ventose estremamente piccole. M. hjorti ha mantello conico con bordo dorsale convesso; le pinne sono cuoriformi, molto ampie, si estendono per circa il 90% della lunghezza del mantello. Le ventose delle braccia hanno denti ottusi nella parte distale; le ventose delle braccia sono biseriate ma nel quarto paio si riuniscono in una sola serie. Le ventose delle braccia più grandi sono situate nella parte prossimale del terzo braccio. La clava tentacolare non è espansa rispetto al resto del tentacolo, le ventose della clava sono molto piccole. Il grande fotoforo del seno oculare non è presente ma sono presenti due fotofori di forma rotondeggiante sul globo oculare, uno anteriore e uno posteriore, entrambi in posizione ventrale. La peculiare disposizione dei fotofori oculari distingue M. hjorti da tutti gli altri Mastigoteuthidae. I fotofori sparsi sulla pelle sono assenti mentra sono presenti i tubercoli cutanei.
Alcune fonti riportano che la taglia massima nota di M. hjorti è di 10 cm di lunghezza del mantello mentre altre più recenti danno una lunghezza massima del mantello compresa tra 18 e 23,5 cm.

## Distribuzione e habitat
M. hjorti è diffuso su un ampio areale i cui limiti non sono perfettamente noti. È conosciuto per l'oceano Atlantico sia orientale che occidentale a nord fino al 40° parallelo, per l'oceano Pacifico centrale e per l'oceano Indiano.

## Tassonomia
Il genere Mastigopsis è considerato da alcuni teutologi sinonimo di Idioteuthis. Variazioni morfologiche tra le popolazioni di diverse località fanno pensare che M. hjorti possa essere in realtà un complesso di specie.